# LupaGangGang
LũpḁGangGang is een Belgische muziekgroep die in 2017 werd opgericht. De band bestaat uit vier leden: Anton Robberechts (gitaar en zang), Lena Thijs (bas en zang), Rob Swennen (drums) en Miel De Koninck (toetsen). De band zit bij het label SDBAN Records.

## Geschiedenis
De band ontstond in 2017, toen ze elkaar leerden kennen op een muziekkamp in Dworp.
De oorsprong van de naam kwam van de dag voor hun eerste repetitie. Lena werd door de cafébazin aangekondigd als Lepa. Van dit woord maakte ze Lũpḁ en de “GangGang” plakten ze erachter omdat ze die “groet” altijd gebruikten op muziekkamp in Dworp.
De band begon als LũpḁGangGangQuartet, maar besloot later om de naam te veranderen naar LũpḁGangGang om meer muzikale vrijheid te hebben en los te komen van het idee dat ze alleen jazz zouden spelen. Ze wilden hun meer experimenteren met verschillende stijlen en genres. 

## Discografie

### Albums
- Dopamine Overdose (2022)

### Singles
- Mobile (2021)
- Afar (2020)

### EP's
- S T A L I N G R A D (2020)
- Urban Detox (2022)

## Optredens en erkenning
LũpḁGangGang heeft opgetreden op verschillende festivals en podia, waaronder Brussel Brost, Gentse Feesten, Konvooi Festival en Ancienne Belgique. Ze zijn aangekondigd om in de zomer van 2023 te spelen op Gent Jazz. Zowel de EP als het album 'Dopamine Overdose' kwamen uit bij Sdban Ultra.

## Invloeden en stijl
De muziek van LũpḁGangGang wordt beïnvloed door jazz, elektronische muziek en diverse andere genres. Ze worden gekenmerkt door improvisatie. De band combineert verschillende stijlen en invloeden om hun eigen unieke geluid te creëren. LũpḁGangGang staat bekend om hun experimentele benadering en het gebruik van diverse instrumenten en geluiden.